# Trun (Orne)
Trun é uma comuna francesa na região administrativa da Normandia, no departamento de Orne. Estende-se por uma área de 9,12 km². Em 2010 a comuna tinha 1 306 habitantes (densidade: 143,2 hab./km²).